# Sei Nazioni femminile 2025
Il Sei Nazioni femminile 2025 (in inglese 2025 Women's Six Nations Championship; in francese Tournoi des Six Nations féminin 2025), abbreviato in 2025 W6N, fu la 25ª edizione del torneo rugbistico che vede annualmente confrontarsi le Nazionali femminili di Francia, Galles, Inghilterra, Irlanda, Italia e Scozia, nonché la 30ª in assoluto considerando anche le edizioni dell'Home Championship e del Cinque Nazioni.
Noto per motivi di sponsorizzazione come 2025 Women's Guinness Six Nations Championship dopo che il birrificio Guinness, nel prolungare l'accordo commerciale già in essere con il torneo maschile, estese il diritto di naming anche a quello femminile, si tenne dal 22 marzo al 27 aprile 2025.
Il torneo fu vinto dall'Inghilterra, alla sua settima affermazione consecutiva e ventunesima assoluta, nonché al diciannovesimo Grande Slam, la cui più combattiva avversaria fu la Francia con la quale si trovava in testa a pari punti alla vigilia del confronto diretto dell'ultima giornata a Twickenham.
Un vantaggio inglese di 32-7 dopo appena 23 minuti di gioco (cinque mete contro una) pareva avere sigillato definitivamente la questione, ma la Francia trovò modo di recuperare e ridurre lo svantaggio alla fine del primo tempo di soli 10 punti; altre due mete inglesi nella ripresa contro una francese portarono il vantaggio a 43-28 a dieci minuti dalla fine, ma due mete francesi, l'ultima dei quali allo scadere, riavvicinò le bleuettes a un solo punto 42-43, tuttavia non abbastanza per mettere le mani sul trofeo, ormai dal 2019 stabilmente in bacheca a Londra.
Relativamente all'Italia, invece, la squadra guidata da Fabio Roselli, al suo debutto nel torneo, chiuse al quarto posto finale, miglior risultato dal 2021, con due vittorie su Scozia a Edimburgo e sul Galles, fanalino di coda, a Parma.
Lo stesso Galles terminò per la seconda volta consecutiva un torneo senza vittorie, circostanza mai accaduta in precedenza.
Inoltre, le italiane Aura Muzzo (tre quarti ala) e Silvia Turani (pilone) furono votate migliori giocatrici del proprio rispettivo ruolo; il premio di migliore giocatrice in assoluto andò invece all'irlandese Aoife Wafer.
La Federazione Italiana Rugby presentò in tale edizione due direttrici di gara, Clara Munarini e Lauren Jenner, quest'ultima neozelandese di nascita ma tesserata con la F.I.R. per residenza.
Il valore delle marcature, come stabilito da World Rugby nel 2017, è: 5 punti per ciascuna meta (7 se trasformata), 7 punti per la meta tecnica, 3 punti per la realizzazione di ciascun calcio piazzato, idem per il drop.

## Risultati

### 1ª giornata
| Arbitro: | Hollie Davidson |

|                             |      |                                       |
| Wafer 22’, 67’ N. Jones 46’ | mt   | 7’ Vernier 18’ M. Ménager 74’ Boulard |
|                             | tr   | 7’, 18’, 74’ Bourgeois                |
|                             | c.p. | 33’, 72’ Bourgeois                    |

| Arbitro: | Kat Roche |

|                                |      |                                     |
| Bonar 37’ Orr 44’ Bartlett 65’ | mt   | 7’ C. Phillips 53’ Fleming 74’ Pyrs |
| Nelson 37’, 44’, 65’           | tr   | 7’, 53’, 74’ Bevan                  |
| Nelson 17’                     | c.p. |                                     |

| Arbitro: | Precious Pazani |

|                                                                      |    |              |
| Venner 4’ Scarratt 7’ tecnica 22’ MacDonald 30’ Cokayne 38’ Sing 79’ | mt | 34’ Sgorbini |
| Sing 4’, 7’, 38’, 79’                                                | tr |              |

### 2ª giornata
| Arbitro: | Lauren Jenner |

|                                              |      |                      |
| Arbez 12’ Feleu 61’ Okemba 64’ Bourgeois 68’ | mt   | 38’ Orr 80+2’ Martin |
| Burgeois 12’, 61’, 68’                       | tr   | 38’ Nelson           |
| Bourgeois 9’, 25’, 45’                       | c.p. | 55’ Nelson           |
| Bourdon 51’                                  | drop |                      |

| Arbitro: | Clara Munarini |

|                           |    |                                                                                                |
| Scoble 6’ K. Williams 59’ | mt | 11’, 27’ Fe’aunati 13’ M. Jones 19’ Bern 48’, 54’, 56’ Kildunne 68’, 77’ Dow 73’, 80+1’ Burton |
| Bevan 6’                  | tr | 11’, 13’, 19’, 48’, 73’, 80+1’ Harrison                                                        |

| Arbitro: | Ella Goldsmith |

|                       |    |                                                                              |
| Stefan 14’ Rigoni 67’ | mt | 2’ Dalton 8’, 25’, 80+2’ McGann 20’ Costigan 54’ Djougang 65’ Wall 79’ Hogan |
| Rigoni 67’            | tr | 2’, 8’, 20’, 25’, 54’, 79’, 80+2’ D. O’Brien                                 |

### 3ª giornata
| Arbitro: | Holly Wood |

|                                                                |    |                           |
| Boulard 5’, 16’ Bigot 40+1’ Feleu 44’ tecnica 67’ Champion 79’ | mt | 10’ K. Williams 23’ Crabb |
| Bourgeois 5’, 16’, 40+1’, 44’, 79’                             | tr | 23’ Bevan                 |

| Arbitro: | Aurélie Groizeleau |

|              |    |                                                                               |
| Costigan 25’ | mt | 35’ Talling 49’ Harrison 53’ M. Jones 58’, 67’ Bern 71’ Kildunne 75’ Clifford |
|              | tr | 35’, 49’, 53’, 58’, 67’, 71’ Harrison 75’ Aitchison                           |

| Arbitro: | Aimee Barrett-Theron |

|                                     |    |                                                              |
| Rollie 14’ Gallagher 45’ McGhie 74’ | mt | 24’ Sgorbini 30’, 78’ Muzzo 56’ V. Ostuni Minuzzi 66’ D’Incà |
| Nelson 14’                          | tr |                                                              |

### 4ª giornata
| Arbitro: | Sara Cox |

|                                   |      |                                                                   |
| Vecchini 18’ Muzzo 26’ Turani 39’ | mt   | 2’ Grisez 29’ Bourgeois 54’ R. Ménager 75’ M. Ménager 80’ Chambon |
| Sillari 18’, 26’, 39’             | tr   | 2’, 54’, 75’ Burgeois                                             |
|                                   | c.p. | 43’ Burgeois                                                      |

| Arbitro: | Clara Munarini |

| |    |              |
| Clifford 6’ M. Packer 17’ Aldcroft 21’ Macdonald 27’, 50’ Ward 34’ Atkin-Davies 40+1’ Dow 74’, 79’ | mt | 58’ Thompson |
| Aitchison 6’, 17’, 21’, 27’, 34’, 40+1’, 50’                                                       | tr | 58’ Nelson   |

| Arbitro: | Lauren Jenner |

|                  |    |                                                  |
| Cox 6’ Bluck 59’ | mt | 20’, 54’ Djougang 30’, 63’ Wafer 40+2’, 44’ Wall |
| K. Bevan 6’, 59’ | tr | 20’, 30’, 54’ O’Brien 40+2’, 63’ Breen           |

### 5ª giornata
| Arbitro: | Natarsha Garley |

|                                                  |    |                                    |
| Skeldon 25’ Orr 40+2’ McLachlan 58’ McGhie 80+1’ | mt | 10’ Costigan 49’ Djougang 72’ Lane |
| Nelson 40+2’, 58’, 80+1’                         | tr | 10’, 72’ O’Brien                   |

| Arbitro: | Maggie Cogger-Orr |

|                                                                      |    |                                                                       |
| Dow 4’, 58’ Sing 8’, 18’ Atkin-Davies 12’ MacDonald 23’ Aldcroft 49’ | mt | 6’ Arbez 29’ Bourdon 38’ M. Ménager 51’ Arbey 70’ Burgeois 79’ Grisez |
| Harrison 8’, 18’, 23’, 49’                                           | tr | 6’, 29’, 38’, 51’, 70’, 79’ Burgeois                                  |

| Arbitro: | Sara Cox |

|                                                                            |      |                            |
| S. Stefan 17’ Granzotto 54’, 78’ Turani 58’ Ostuni Minuzzi 64’ Muzzo 80+1’ | mt   | 10’ K. Williams 40+2’ Pyrs |
| Sillari 17’, 54’, 58’, 80+1’                                               | tr   | 40+2’ K. Bevan             |
| Sillari 23’, 49’                                                           | c.p. |                            |

## Classifica
| Pos | Squadra     | G | V | N | P | PF  | PS  | DP   | BMP | Pt |
| --- | ----------- | - | - | - | - | --- | --- | ---- | --- | -- |
| 1   | Inghilterra | 5 | 5 | 0 | 0 | 256 | 71  | +185 | 8   | 28 |
| 2   | Francia     | 5 | 4 | 0 | 1 | 183 | 106 | +77  | 5   | 21 |
| 3   | Irlanda     | 5 | 2 | 0 | 3 | 133 | 128 | +5   | 3   | 11 |
| 4   | Italia      | 5 | 2 | 0 | 3 | 107 | 155 | −48  | 2   | 10 |
| 5   | Scozia      | 5 | 2 | 0 | 3 | 89  | 162 | −73  | 1   | 9  |
| 6   | Galles      | 5 | 0 | 0 | 5 | 71  | 217 | −146 | 1   | 1  |